# Rêu than
Rêu than hay còn gọi rêu tường (danh pháp khoa học: Funaria hygrometrica) là một loài Rêu trong họ Funariaceae. Loài này được Hedw. mô tả khoa học đầu tiên năm 1801.

## Hình ảnh

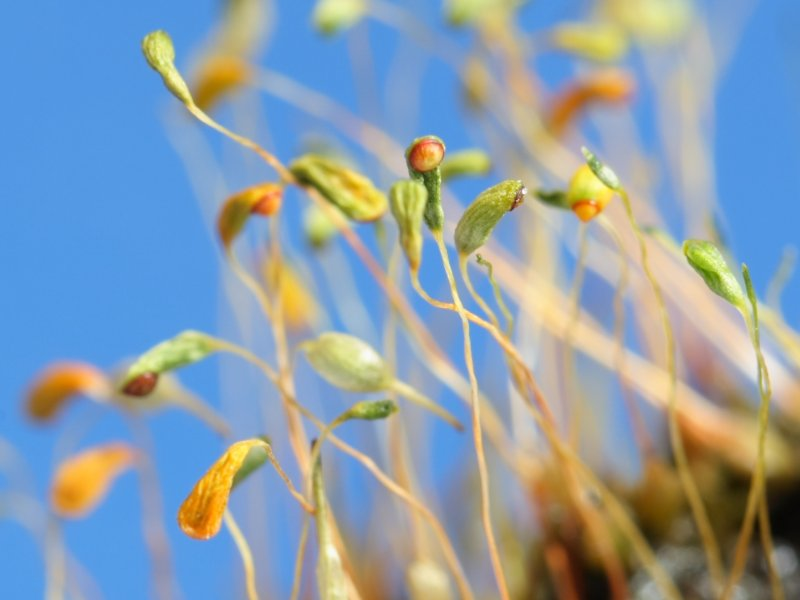
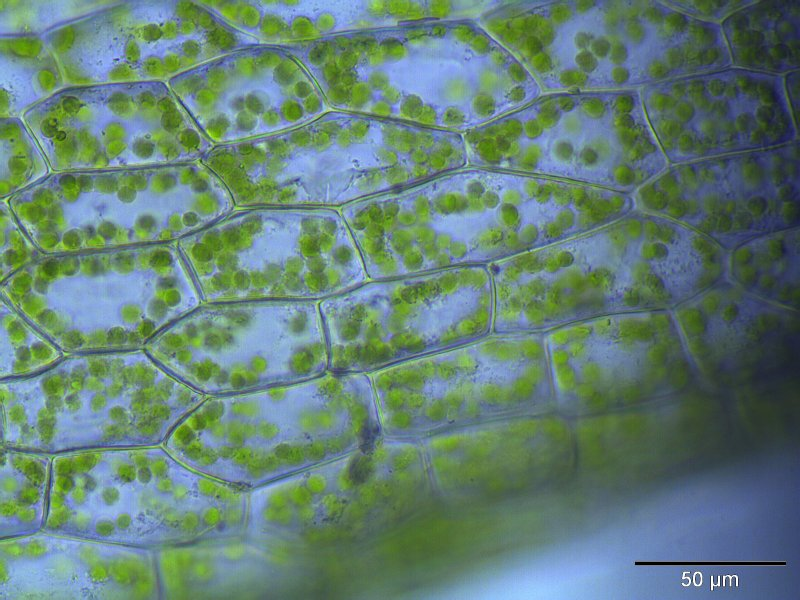
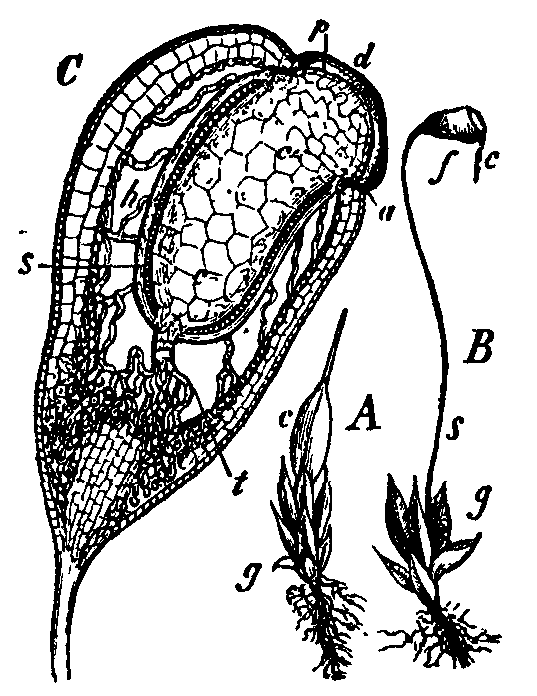
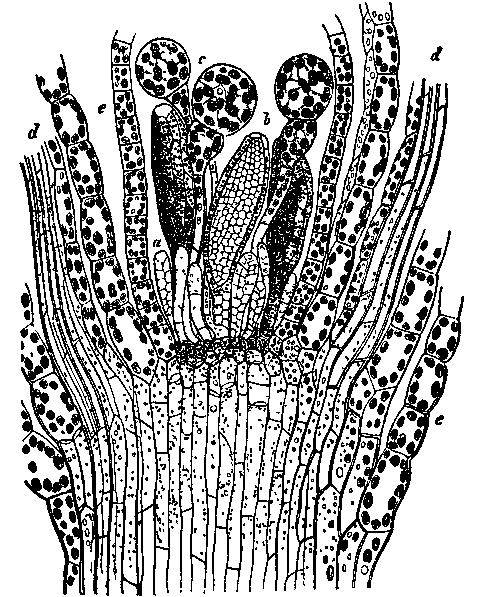